# Oton
Oton je moško osebno ime.

## Izvor imena
Ime Oton izhaja iz nemščine, kjer imena Otto, Otton, Odo, Otta, Oda razlagajo kot skrajšane oblike iz zloženih germanskih imen, katerih prvi člen je Ot- ali Od-. Sestavina õt v starovisokonemščini pomeni »posestvo, bogastvo«. Iz istega korena je nemška beseda allod, slovensko alód v pomenu »dedna zemljiška posest fevdalcev, prosta vseh obveznosti«.

## Slovenske izpeljanke imena
- Odo, Odon, Oto

## Tujejezikovne izpeljanke imena
- pri Čehih: Oto, Otto, Ota
- pri Francozih: Odelin (m), Odilon (m), Odile (ž)
- pri Nemcih Otto (m), Odo (m) Otta (ž), Oda (ž)

## Pogostost imena
Po podatkih Statističnega urada Republike Slovenije je bilo na dan 31. decembra 2007 v Sloveniji 239 oseb z imenom Oton. Ime nad različico Oto prevladuje na Gorenjskem, Dolenjskem in na Primorskem.

## Osebni praznik
V našem koledarju z izborom svetniških imen, udomačenih med Slovenci in njihovimi godovnimi dnevi po novem bogoslužnem koledarju je ime Oton zapisano 3 krat. Pregled godovnih dni v katerih godujejo še osebe katerih imena nastopajo kot različica navedenega imena.
- 2. julij, tega dne leta 1139 je umrl Oton Bamberški, apostol Pomorjanov in škof v Bambergu
- 14. januar, Odon iz Novare, redovnik in prior v Kartuziji Jurklošter († 14. jan. 1198)
- 16. januar, Oton, mučenec († 16. jan. 1202)

## Znane osebe
- Oton I. Veliki, saški vojvoda ter nemški in italijanski kralj
- Oton II., vzhodnofrakovski kralj
- Oton III. (več oseb)
- Oton, slikar - frater iz Novega mesta
- Oton Župančič, slovenski pesnik
- Oton Ambrož, novinar in publicist v ZDA
- Oton Bajc (1903-1993), kirurg in zdravstveni orgsanizator
- Oton Bajde (1906-1993), violončelist, glasbeni pedagog in šolnik
- Oton Battelino (1908-2003), gradbenik
- Oton Berkopec (1906-1988), bibliotekar, literarni zgodovinar, prevajalec, akademik
- Oton Berce, šolnik in organizator skavtstva v zamejstvu
- Oton Bratuž, državni svetnik (enota Tolmin)
- Oton Christof, upravnik Slovenskega naroda
- Oton Detela, politik, kranjski deželni glavar
- Oton Fettich-Frankheim (1885-1945), pravnik, gospodarstvenik; narodni in humanitarni delavec
- Oton Filipič , območni predsednik združenja za vrednote slovenske osamosvojitve severne Primorske
- Oton Grebenc, učitelj risanja na obrtni šoli in umetniški šoli Probuda
- Oton Gregorič, hokejist
- Oton Gaspari, arhitekt
- Oton Gliha (1914-1999), hrvaški slikar slovenskega rodu
- Oton Janker, zgodovinar, šolnik
- Dimitrij Oton Jeruc, pesnik
- Oton Jugovec, arhitekt
- Oton Kette (1881-1944), državni uradnik
- Oton Kocjan (1876-?), kapucin, prvi slovenski apostolski penitenciar (v Loretu)
- Oton Leban, pevec, 1. tenorist okteta "Simon Gregorčič" in ljubiteljski astronom
- Oton Mader - Ris, partizan
- Oton Marc (1963), pesnik
- Oton Mlakar, šolnik
- Oton Muck (1899-1994), agronom, univ. prof.
- Oton Muhr, klasični filolog, jezikoslovec
- Oton Naglost, naravoslovni fotograf
- Oton Oman, predvatelj učiteljišča
- Oton Papež, pravnik, sodnik
- Oton Ploj, pravnik, narodni delavec
- Oton Polak (1917-2011), slikar, grafik, likovni pedagog
- Oton Postružnik, hrvaški grafik in slikar slov. rodu
- Oton Friderik Puchheim/Buccheim, škof
- Oton Račečič, šolnik
- Oto(n) (Antun) Reisinger, hrvaški karikaturist slov. rodu
- Oton Sadar, fotograf, založnik
- Oton Sajovic, matematik (opisna geometrija)
- Oton Skola, slikar, pisatelj, misijonar
- Oton Sprug, frančiškan, teolog
- Oton Svetlin
- Oton Trabant, duhovnik, misijonar
- Oton Velunšek, letalski modelar
- Oton Vidic, sodnik
- Oton Vrhunec (il.i. Blaž Ostrovrhar), partizanski poveljnik in pesnik
- Oton Weissbacher, namiznoteniški igralec, športni delavec
- Oton Zagorc, rodoslovec, mojster igre "go"
- Oton Zupan, telovadec
- Oton Žunec, šolnik?